# Alberto Martín Magret
Alberto Martín Magret (Barcelona, 20 de agosto de 1978) es un exjugador profesional de tenis español, conocido popularmente en el tenis como "Beto Martín".
Ha logrado varios títulos challenger, pero también 3 ATP de individuales y 3 de dobles.

## Títulos (6; 3+3)

### Individuales (3)
| Leyenda                |
| Grand Slam (0)         |
| Tennis Masters Cup (0) |
| ATP Masters 1000 (0)   |
| ATP Tour (3)           |

| N.º | Fecha                | Torneo     | Superficie    | Oponente en la final | Resultado   |
| --- | -------------------- | ---------- | ------------- | -------------------- | ----------- |
| 1.  | 28 de marzo de 1999  | Casablanca | Tierra batida | Fernando Vicente     | 6-3 6-4     |
| 2.  | 3 de octubre de 1999 | Bucarest   | Tierra batida | Karim Alami          | 6-2 6-3     |
| 3.  | 6 de mayo de 2001    | Mallorca   | Tierra batida | Guillermo Coria      | 6-3 3-6 6-2 |

### Finalista (2)
| N.º | Fecha                 | Torneo          | Superficie    | Oponente en la final | Resultado |
| --- | --------------------- | --------------- | ------------- | -------------------- | --------- |
| 1.  | 20 de febrero de 2005 | Costa do Sauipe | Tierra batida | Rafael Nadal         | 6-3 6-4   |
| 2.  | 26 de febrero de 2006 | Costa do Sauipe | Tierra batida | Nicolás Massú        | 6-2 6-3   |

### Dobles (3)
| Leyenda                |
| Grand Slam (0)         |
| Tennis Masters Cup (0) |
| ATP Masters Series (0) |
| ATP Tour (3)           |

| N.º | Fecha                    | Torneo       | Superficie    | Compañero         | Rivales en la final              | Resultado      |
| --- | ------------------------ | ------------ | ------------- | ----------------- | -------------------------------- | -------------- |
| 1.  | 17 de septiembre de 2000 | Bucarest     | Tierra batida | Eyal Ran          | Devin Bowen Mariano Hood         | 7-6(4) 6-1     |
| 2.  | 23 de julio de 2006      | Amersfoort   | Tierra batida | Fernando Vicente  | Lucas Arnold Christopher Kas     | 6-4 6-3        |
| 3.  | 22 de febrero de 2009    | Buenos Aires | Tierra batida | Marcel Granollers | Nicolás Almagro Santiago Ventura | 6-3, 5-7, 10-8 |

### Finalista (3)
| N.º | Fecha                    | Torneo      | Superficie    | Pareja           | Oponente en la final            | Resultado      |
| --- | ------------------------ | ----------- | ------------- | ---------------- | ------------------------------- | -------------- |
| 1.  | 14 de septiembre de 1997 | Bournemouth | Tierra batida | Chris Wilkinson  | Kent Kinnear Aleksandar Kitinov | 6-7(7), 2-6    |
| 2.  | 4 de octubre de 1999     | Palermo     | Tierra batida | Lan Bale         | Mariano Hood Sebastián Prieto   | 3-6, 1-6       |
| 3.  | 1 de mayo de 2000        | Mallorca    | Tierra batida | Fernando Vicente | Michael Llodra Diego Nargiso    | 6-7(2), 6-7(3) |

- 1997: Bournemouth (junto a Chris Wilkinson pierde ante Kent Kinnear y Aleksandar Kitinov).

### Actuación en los Grand Slam (individuales)
| Torneo             | 2010 | 2009 | 2008 | 2007 | 2006 | 2005 | 2004 | 2003 | 2002 | 2001 | 2000 | 1999 | 1998 | 1997 | 1996 | Acumulado |
| ------------------ | ---- | ---- | ---- | ---- | ---- | ---- | ---- | ---- | ---- | ---- | ---- | ---- | ---- | ---- | ---- | --------- |
| Australian Open    | -    | 1r   | -    | 1r   | -    | 1r   | 2r   | 3r   | 3r   | 2r   | 1r   | 1r   | 1r   | -    | -    | 0         |
| Roland Garros      | -    | 1r   | -    | -    | 4r   | 1r   | 1r   | 1r   | 2r   | 2r   | 1r   | 1r   | -    | 1r   | -    | 0         |
| Wimbledon          | -    | 1r   | -    | -    | 2r   | 1r   | 1r   | 1r   | 2r   | 1r   | 2r   | 3r   | -    | -    | -    | 0         |
| US Open            | -    | 1r   | -    | -    | 1r   | 1r   | 2r   | 3r   | 2r   | 1r   | 1r   | 1r   | -    | -    | -    | 0         |
| Tennis Masters Cup | -    | -    | -    | -    | -    | -    | -    | -    | -    | -    | -    | -    | -    | -    | -    | 0         |

### Challengers (5)
| N.º | Fecha                    | Torneo    | Superficie    | Oponente en la final | Resultado      |
| --- | ------------------------ | --------- | ------------- | -------------------- | -------------- |
| 1.  | 21 de septiembre de 1998 | Sevilla   | Tierra batida | Davide Scala         | 6-1 5-7 6-2    |
| 2.  | 1 de octubre de 2007     | Tarragona | Tierra batida | Peter Luczak         | 6-4 7-5        |
| 3.  | 22 de septiembre de 2008 | Trnava    | Tierra batida | Julian Reister       | 6-2 6-0        |
| 4.  | 29 de septiembre de 2008 | Tarragona | Tierra batida | Simon Greul          | 6-7(5) 6-4 6-4 |
| 5.  | 7 de septiembre de 2009  | Génova    | Tierra batida | Carlos Berlocq       | 6-3 6-3        |

## Copa Davis
- Ha formado parte del equipo español de la Copa Davis en el año 2002. Su balance total es de 0-2 (en individuales 0-1 y en dobles 0-1). En el año 2004 formó parte del equipo español de Davis que se alzó con la segunda ensaladera en su historia. Aunque no fue convocado para la final, llegó a jugar eliminatorias previas.

### Ganados (1)
| Torneo          | Equipo                                                                                    | Eliminatorias                   |
| Copa Davis 2004 | Rafael Nadal Carlos Moyá Tommy Robredo Juan Carlos Ferrero Feliciano López Alberto Martín | 1R: 2-3 CF: 4-1 SF: 4-1 FN: 3-2 |

### Otros datos
- Ha representado a España en la Copa Mundial por Equipos de Düsseldorf en el año 2000 con un balance de 1-1.